# Вольная Украина (Скадовский район)
Вольная Украина (укр. Вільна Україна) — село в Чулаковской сельской общине Скадовского района Херсонской области Украины.
Население по переписи 2001 года составляло 7 человек. Почтовый индекс — 75640. Телефонный код — 5539. Код КОАТУУ — 6522383402.

## Местный совет
75640, Херсонская обл., Голопристанский р-н, с. Александровка.